# Cucumis
Cucumis é um género botânico pertencente à família Cucurbitaceae.

## Espécies
- Cucumis abyssinicus
- Cucumis acidus
- Cucumis aculeatus
- Cucumis acutangulus
- Cucumis africanus
- Cucumis agrestis
- Cucumis albus
- Cucumis amarissimus
- Cucumis amarus
- Cucumis ambigua
- Cucumis anguria
- Cucumis dipsaceus
- Cucumis ficifolius
- Cucumis humifructus
- Cucumis melo
- Cucumis metuliferus
- Cucumis myriocarpus
- Cucumis prophetarum
- Cucumis sativus
- Cucumis zambianus

## Classificação do gênero
| Sistema | Classificação                     | Referência               |
| ------- | --------------------------------- | ------------------------ |
| Linné   | Classe Monoecia, ordem Syngenesia | Species plantarum (1753) |